# Woboditsch-Test
Der Woboditsch-Test (benannt nach dem Erfinder Walter Woboditsch) ist ein physikalisches Analyseverfahren zur simplen Bestimmung der Flexibilität strangförmiger Körper.

## Theorie
Grundlage für den Woboditsch-Test liefert das Phänomen der Resonanzfrequenz. Man erhält als Wert für die Flexibilität eines strangförmigen Körpers:
{\displaystyle F={\frac {1}{fl^{2}}}={\frac {2\pi }{\sqrt {8}}}{\sqrt {\frac {m'}{EJ}}}}
wobei:
- {\displaystyle f} die Resonanzfrequenz
- {\displaystyle m'} die spezifische Masse (Masse pro Längeneinheit)
- {\displaystyle E} der Elastizitätsmodul (E-Modul) und
- {\displaystyle J} das Flächenträgheitsmoment

ist. 
Man kann Allgemein sagen: Ein Prüfling ist umso flexibler, je größer seine Masse und je kleiner E-Modul und Flächenträgheitsmoment sind.

## Geeignete Prüflinge
Der Test geht von strangförmigen Körpern als Prüflinge aus. Dies sind insbesondere Kabel, Leitungen und Seile. 

## Testvorrichtung
Eine Vorrichtung für eine Prüfung nach Woboditsch muss wenigstens aus einer einseitigen Klemmvorrichtung bestehen, die von einer Schubkurbel angeregt und dadurch zum Schwingen gebracht wird. Die Schubkurbel selbst muss von einem drehzahlvariablen Motor angetrieben werden, so dass unterschiedliche, definierte Erregerfrequenzen realisierbar sind. Nach heutigem Stand der Technik ist hierfür wohl ein Frequenzumrichter empfehlenswert.

## Anwendung
Es gibt auf dem Markt kein Prüfgerät, das nach dem Prinzip von Woboditsch funktioniert. In vereinzelten Betrieben kommt das Verfahren zwar zum Einsatz – durch eine fehlende Norm sind vergleichende Messungen zwischen Handelspartnern allerdings nicht ohne Weiteres möglich.